# Unterseeboot 869
L'Unterseeboot 869 (ou U-869) est un sous-marin allemand utilisé par la Kriegsmarine pendant la Seconde Guerre mondiale.

## Historique
Après sa formation à Stettin en Allemagne au sein de la 4. Unterseebootsflottille jusqu'au 30 novembre 1944, l'U-869 est affecté à la formation de combat 33. Unterseebootsflottille à Flensbourg à partir du 1er décembre 1944.
L'U-869, après 66 jours en mer, est coulé le 11 février 1945 dans l'Atlantique Nord au large du New Jersey - États-Unis, à la position géographique 39° 33′ N, 73° 02′ O par les obus de mortier sous-marin (Hedgehog) ainsi que par les charges de profondeurs lancées des destroyers d'escorte américains USS Howard D. Crow et USS Koiner.Mosley.
 
Les cinquant-six hommes d'équipage meurent.

## Affectations successives
- 4. Unterseebootsflottille du 26 janvier 1944 au 30 novembre 1944
- 33. Unterseebootsflottille du 1er décembre 1944 au 11 février 1945

## Commandement
- Kapitänleutnant Hellmut Neuerburg du 26 janvier 1944  au 11 février 1945

## Navires coulés
L'U-869 n'a ni coulé, ni endommagé de navire ennemi au cours de l'unique patrouille qu'il effectua.

## Sources
- U-869 sur Uboat.net